# Михеев, Станислав Сергеевич
Станисла́в Серге́евич Михе́ев (21 мая 1989, Борисово, Московская область) — российский саночник, выступающий за сборную России с 2006 года. Участник зимних Олимпийских игр в Ванкувере, многократный призёр национального первенства, мастер спорта.

## Биография
Станислав Михеев родился 21 мая 1989 года в селе Борисово, Московская область. В состав национальной сборной России был принят в 2006 году, став партнёром опытного саночника Михаила Кузмича. В сезоне 2007/08 он дебютировал на Кубке мира и на этапе в американском Лейк-Плэсиде сразу же попал десятку лучших. Кроме того, они заняли восьмое место как на чемпионате Европы в итальянской Чезане, так и на чемпионате мира в немецком Кёнигсзее; на этих же соревнованиях в состязаниях смешанных команд финишировали пятыми и четвёртыми соответственно. Помимо всего прочего, им удалось завоевать золотые медали национального первенства, получив звание чемпионов России.
На чемпионате Европы 2010 года в латвийской Сигулде они с Михеевым смогли добраться до шестого места, и на данный момент это лучший их результат на европейских первенствах. В командных соревнованиях немного не дотянули до подиума, оставшись четвёртыми. На этапе Кубка мира в немецком Оберхофе показали лучший результат среди всех российских двоек, приехав тринадцатыми. Благодаря этим достижениям спортсмены удостоились права защищать честь страны на Олимпийских играх в Ванкувере, где по итогам всех заездов оказались на четырнадцатой позиции. На чемпионате мира 2011 года в итальянской Чезане Станислав Михеев был двенадцатым.
Михеев является студентом Российского государственного университета физической культуры, спорта, молодёжи и туризма, проживает в Дмитрове, где работает спортивным инструктором. Увлекается автомобилями.